# Linia kolejowa nr 936
Linia kolejowa 936 – pierwszorzędna, jednotorowa, zelektryfikowana linia kolejowa, łącząca rejony SKB i SY stacji Skarżysko-Kamienna.